# Embalse Chironta
El embalse Chironta es una obra hidráulica de almacenamiento de aguas con fines de uso agrícola ubicada en la cuenca del río Lluta, Región de Arica y Parinacota, Chile. Su construcción se inició el 5 de mayo de 2017 y fue inaugurada por el presidente Gabriel Boric el 13 de abril de 2023. Su costo final es estimado en US$ 140 MM.
Sus características técnicas más relevantes son:
- Capacidad: 18 millones m3
- Superficie inundable: 56 ha
- Altura Presa: 90 m
- Longitud coronamiento: 300 m
- Ancho: 10 m